# Dumbrăvița (Brașov)
Pour les articles homonymes, voir Dumbravița.
Dumbrăvița est une commune roumaine du județ de Brașov, dans la région historique de Transylvanie. Elle est composée des deux villages suivants:
- Dumbrăvița (« jeune chênaie » ; en allemand: Schnakendorf « village à moustiques », en hongrois: Szunyogszék, idem), siège de la commune ;
- Vlădeni (du prénom Vlad, « fort, costaud, puissant » ; Wladein/Vlédeny).

## Localisation
Dumbrăvița est située dans la partie centrale du comté de Brașov, à 8 km du centre-ville de Codlea et à 25 km de la ville Brașov, dans la région historique du Pays de la Bârsa, au pied de Monts Perșani.

## Monuments et lieux touristiques
- Moulin construit en 1887, monument historique
- Réserve naturelle de la Truiterie de Dumbrăvița, aire protégée avec une superficie de 414 ha[1].

## Personnalités
- Dumitru Stăniloae (né le 16 novembre 1903 à Vlădeni - mort le 5 octobre 1993) était une prêtre orthodoxe roumaine, théologien, et professeur.